# Narewka
Narewka falu Lengyelországban, az egykori Hajnówka, a mai Podlasiei vajdaság központja. Ma 780 lengyel és szlovák lakosa van. A falu a belorusz határ közelében fekszik, lakóinak többsége a Lengyelországban élő belorusz kisebbséghez tartozik.
A faluban római katolikus és ortodox templomok is megtalálhatók. Egykor zsinagógája is volt, de azt a helyi zsidó közösség lerombolta, miután a szovjet Vörös Hadsereg 1939-ben elfoglalta a falut, és a zsinagógát raktárként használta. A zsidó lakosság nagy része a holokauszt áldozatává vált.
A faluban jelentős belorusz, keleti ortodox és zsidó lakosság élt (1878-ban 743). Az első zsidó emberek 1690 körül települtek a faluba, akkoriban két zsidó temető is volt a környéken, az egyik a piactértől északra (ez a temető már nem létezik), a másik a Jałówka kerületben.

## Képgaléria

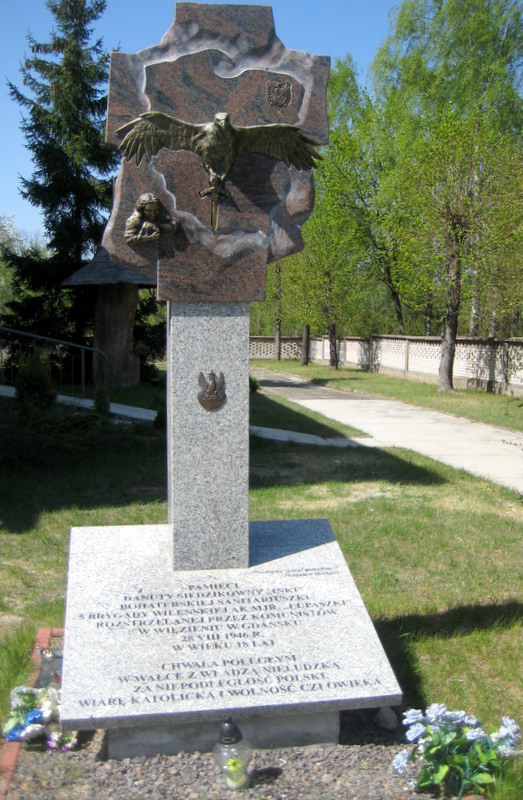
Danuta Siedzikówna emlékmű
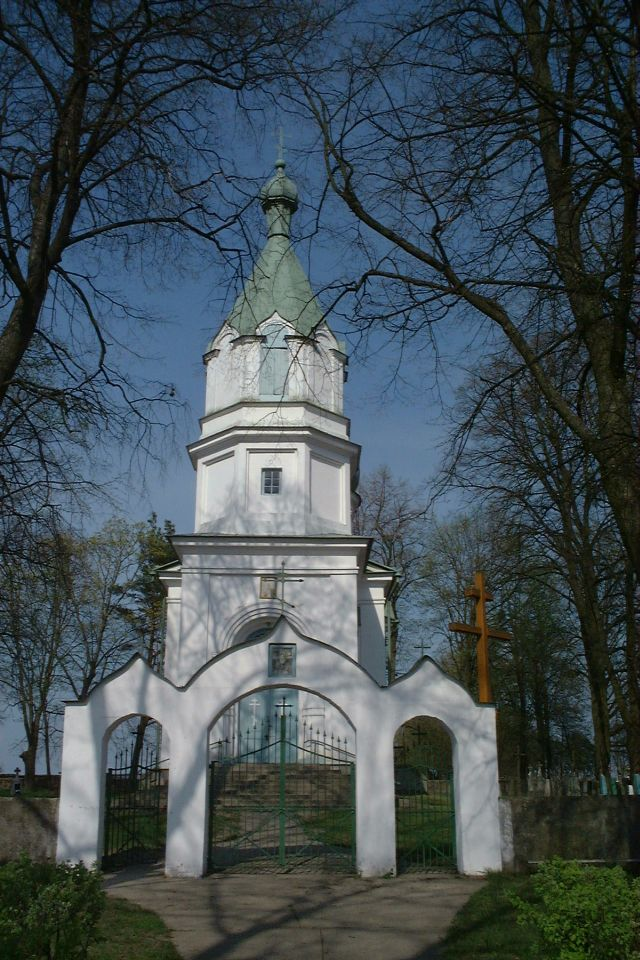
Ortodox templom